# Juan Pérez de Montalván
Pour les articles homonymes, voir Pérez, Juan Pérez et Montalván.
Juan Pérez de Montalván (ou Montalbán) (1602 à Madrid – 25 juin 1638 à Madrid), dit Félix, est un prêtre, écrivain, dramaturge, poète et nouvelliste espagnol.

## Biographie
Il est le fils de l'éditeur madrilène Alonso Pérez descendant de juifs convertis. À dix-huit ans il est licencié en théologie, ordonné prêtre en 1625 et nommé notaire de l'Inquisition. En 1619 il commence à écrire des pièces de théâtre sous la direction de Lope de Vega, dont on dit qu'il l'aida dans la composition de El Orfeo en lengua castellana (1624), un poème destiné à entrer en compétition avec l'Orfeo de Jáuregui, publié un peu plus tôt, lors de cette même année. Ses Sucesos y prodigios de amor (1624) et Para todos (1632) connaîtront un grand succès.
Le père de Montalván, éditeur à Madrid, lança une édition pirate du Buscón de Quevedo, qui déclencha une controverse haineuse. La violence de ces polémiques, le surmenage et la mort de Lope de Vega affectèrent tant Montalván qu'il en devint fou; il mourut à Madrid le 25 juin 1638. Sa dernière œuvre fut un éloge funèbre et biographie de Lope de Vega dans le Fama póstuma (1636).
Son œuvre compte plus de 48 pièces. Parmi les plus célèbres, citons Los amantes de Teruel (Les amants de Teruel) ou La Monja Alférez (La nonne lieutenant) qui raconte la vie de Catalina de Erauso.

## Œuvres
- Obra no dramática, Madrid: Fundación José Antonio de Castro, 1999.  (ISBN 9788489794283)
- Orfeo en lengua castellana, Aranjúez (Espagne): Editorial-Ara Iovis, 1991.  (ISBN 9788486343064)
- La Semaine de Montalban, ou les Mariages mal-assortis, contenus en huit nouvelles tirées du Para todos du même auteur, traduites de l'espagnol (par J. Vanel), Paris: G. de Luyne, 1684.
- Para todos exemplos morales humanos y divinos en que se tratan diversas ciencias, materias y facultades. Repartidos en los siete días de la semana y dirigidos a diferentes personas, En Sevilla : Por Francisco de Lyra, a costa de Juan López Román, 1645.
- Sucessos y prodigios de amor. : En ocho novelas exemplares, En Madrid : Por Luis Sanchez, M. DC. XXVI (1626)